# Bokförlaget Stolpe
Bokförlaget Stolpe grundades 2018 av Marika Stolpe. Förlaget ger ut illustrerade fackböcker och ägs sedan juni 2022 av Axel och Margaret Ax:son Johnsons stiftelse för allmännyttiga ändamål.
Flera av förlagets titlar har belönats med priser från bland andra Svensk bokkonst och Publishingpriset och nominerats till Augustpriset. 2020 inledde Bokförlaget Stolpe utgivningen av Hilma af Klints catalogue raisonné.
Förlaget arbetar på internationell basis och ger ut en stor andel av sina titlar även på engelska. I förlagets utgivning finns även e-böcker, ljudböcker och filmproduktion.
Man har gett ut översättningar av bland andra Leopold von Ranke, Henry Kissinger, Elaine Pagels, Lisbet Rausing, Mircea Eliade och David Goodhart och verk av svenska författare som Katarina Barrling och Tora Wall. 